# Stegana earli
Stegana earli är en tvåvingeart som beskrevs av Bock 1982. Stegana earli ingår i släktet Stegana och familjen daggflugor. Inga underarter finns listade i Catalogue of Life.